# Lilek quitský
Lilek quitský (Solanum quitoense) je lilkovitá rostlina nazývaná naranjilla [na.ɾan.ˈxi.ʎa] (též narančila) v ekvádorské španělštině, nebo lulo [ˈlu.lo] v kolumbijské španělštině, nebo také toronja. Inkové ji nazývali lulum a Mexičané lulun. Ve střední Evropě se prodává jako Jurassica. Tato subtropická vytrvalá rostlina pochází ze severozápadu Jižní Ameriky. Původní je patrně v Kolumbii, Peru a Ekvádoru. Je pěstovaná ve střední Americe, v Kalifornii a na Floridě.

## Popis
Tato bylina je vytrvalá a má světle zelenou až zelenou barvou. Celá je pokrytá krátkými fialovými chloupky, hustě otrněná na stonku a oboustranně na spodní i horní straně listů. Nafialovělé až fialové trny mají délku téměř 3 cm. Velké měkké chloupkaté listy jsou laločnaté, údajně až 60 cm dlouhé a 45 široké. Rostlina roste bujně, bohatě větví. Plodem je bobule.

## Historie
První semena byla poslána do USA z Kolumbie v roce 1913, z Ekvádoru v roce 1914 a 1916. Mnoho dalších bylo dovezeno do Kalifornie, Floridy a ve sklenících některé plodily, ale všechny časem uhynuly. Čerstvé plody dovezené z Ekvádoru na světové výstavě v New Yorku v roce 1939 vzbudily velký zájem. V roce 1948 bylo 20 rostlin vysázeno na výzkumném poli University of Florida. Kvetly a plodily, dokud nebyly zničeny hurikánem. S nadějí, že bude více odolné větru, Milton Cobin v zahrádkářském centru zkusil naroubovat tzv. „potato tree“ (patrně naranjilla roubovaná na rostlinu Solanum macranthum). Rostlina plodila dobře, ale byla infikována parazity a zahynula. Na začátku padesátých let byla naranjilla široce pěstována ve střední Americe ve více místních kultivarech, z nichž některé nejsou otrněné. V šedesátých letech se Naranjilla pěstovala pro plody komerčně. V Jižní Africe bylo pěstována jako vůči háďátkům relativně rezistentní Solanum torvum.

## Nebezpečí
Kůže citlivých lidí může být při kontaktu rozdírána, nebo drážděna ostrými trny. Při manipulaci chraňte vhodným oděvem nekryté části těla.

## Použití
Hustě otrněné rostliny jsou považovány za dekorativní. Obchodní název Jurassica, pod kterým je prodávána u nás, prodejce takeawaytrends.com zdůvodnil tvrzením, že prodávané rostliny pochází z třetihor. Zcela zralé plody, vyjma zhořklých, jsou podle dostupných údajů sklízeny a zelená šťáva používána jako přísada do alkoholických a nealkoholických nápojů. Míchané nápoje jsou připravovány například ze šťávy plodů Naranjilla s kukuřičným sirupem, cukrem, vodou, a trochou citronové šťávy. Směs se silně zchladí a podává v teplých dnech s ledem. Také se z plodů Naranjilly připravuje želé a marmeláda, někdy jsou uváděny i kompoty a dezerty.

## Pěstování
Rostlinu můžeme snadno úspěšně pěstovat v polostínu, nebo na světlém místě, vyhněte se slunečnému úpalu. Snáší dobře teploty až 30 °C. Daří se jí při teplotách okolo 19-20 °C. Zálivka má být přiměřená. Nesnáší přemokření nebo přeschnutí kořenů. Zem má být humózní a bohatá na živiny. V zemi původu snáší i chudší, kamenitější půdy. Můžete přihnojovat nejlépe organickými hnojivy ale pouze za vegetace (květen – srpen). Ze sortimentu hnojiv dostupných v ČR použijte běžné hnojivo, vhodné je i NPK, nebo Cererit a řiďte se návodem. Podle dostupných zdrojů není rostlina na hnojení zvlášť náročná ale přihnojené rostliny rostou výrazně lépe. Je pravděpodobné, že dobře snáší i hlubší řez. V našich podmínkách patrně může trpět savými škůdci, typickými pro lilkovité ale zejména fyziologickými chorobami. Rostliny pěstované v Jižní Americe trpí zejména háďátky, které způsobují úhyn rostliny, a bakteriózami.

### Kříženci a odrůdy
S. quitoense má ve Střední Americe mnoho divokých forem. Bylo vypěstováno několik kříženců nebo rostlin s plody podobné Naranjilla pro účely průmyslového využití. Solanum pectinatum Dunal (syn. S. hirsutissimum Standl.) je považován za vhodnou náhradu Naranjilla zejména pěstiteli v Mexiku, Venezuele a Peru, je však mírně handicapováno tím, že obsahuje alkaloidy (je jedovaté). Místními léčiteli je doporučováno proti hypertenzi.
Nejedlé S. hirtum Vahl., rostoucí divoce v Trinidadu a Střední Americe je háďátkům plně rezistentní. Hybridy tohoto druhu a S. quitoense mají tuto vlastnost a středně chutné plody. Divoká trnitá forma Naranjilla rostoucí v Kostarice je nazývána berenjena de olor, má dřevitější větve a kmen. Její plody dorůstají až 6,25 cm v průměru.

### Galerie

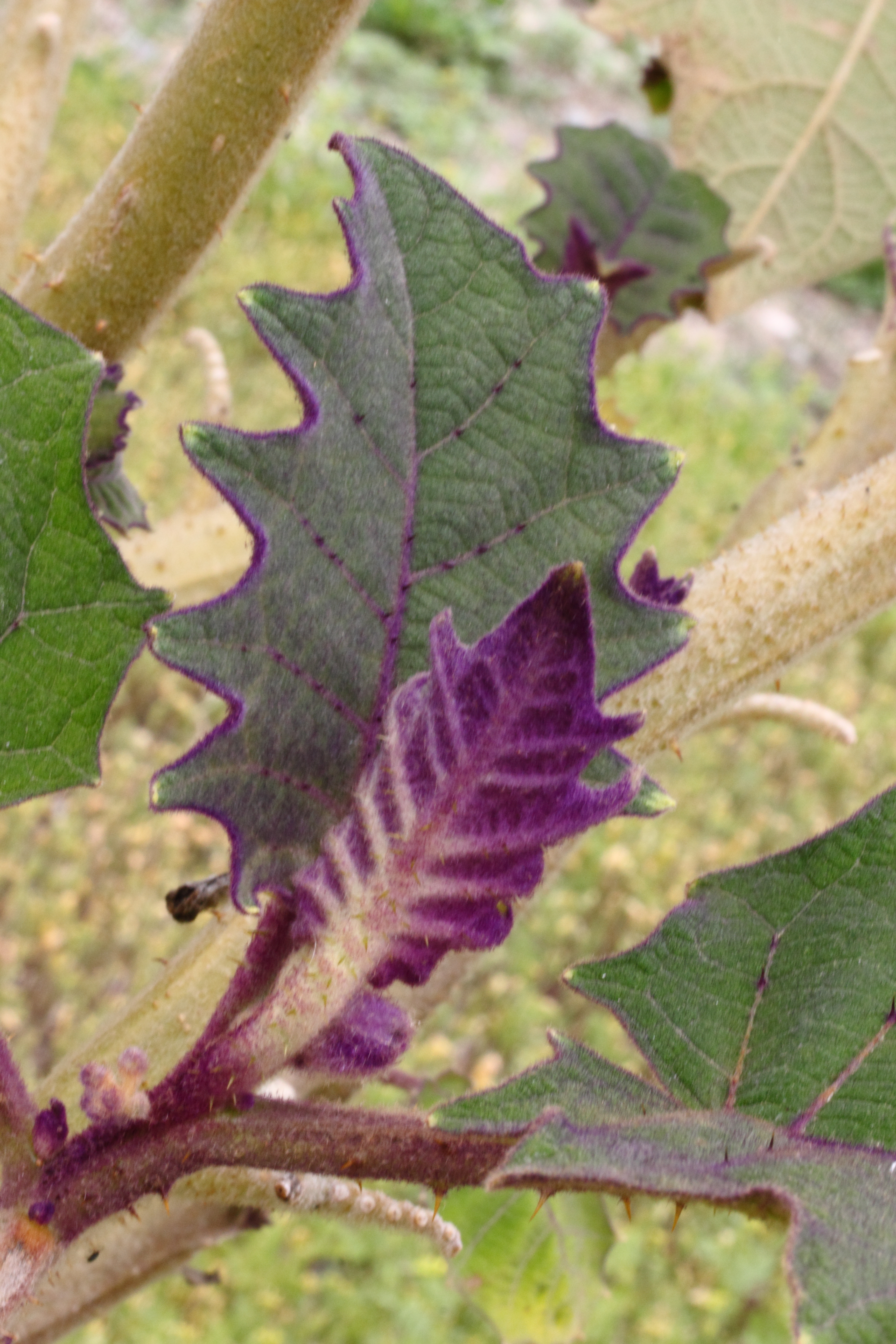
listy
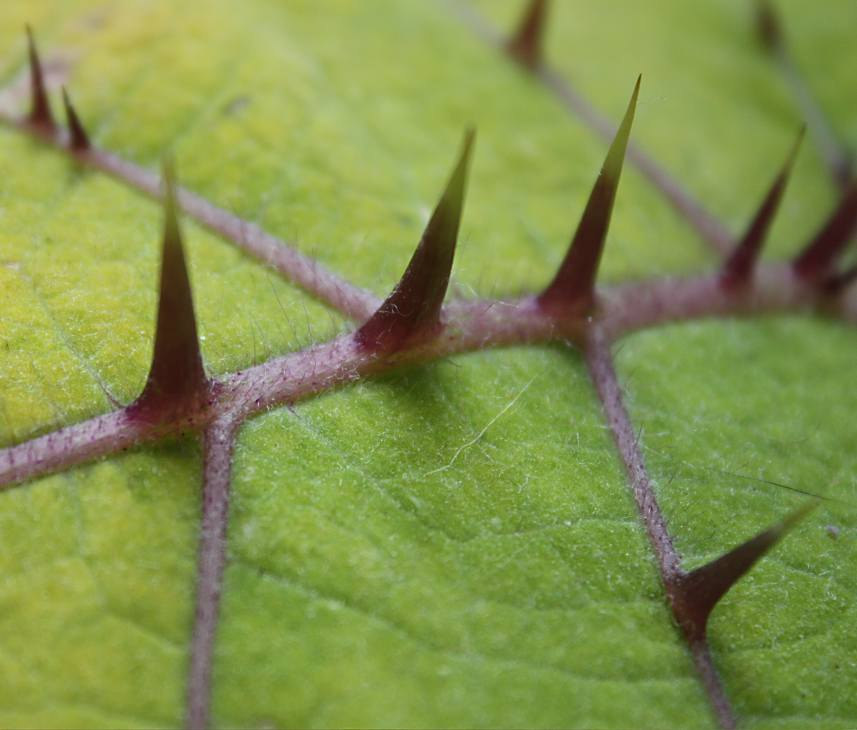
detail listu
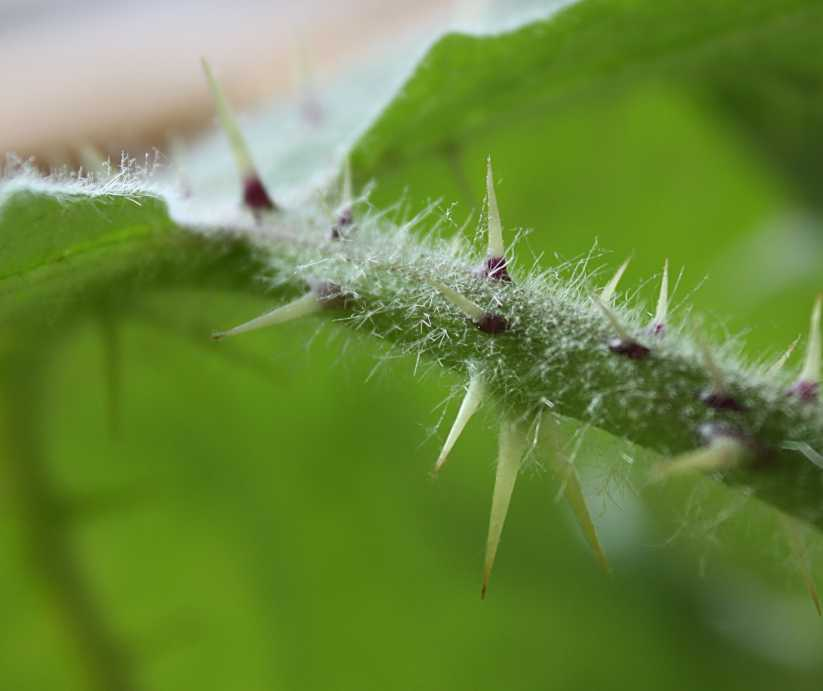
trny
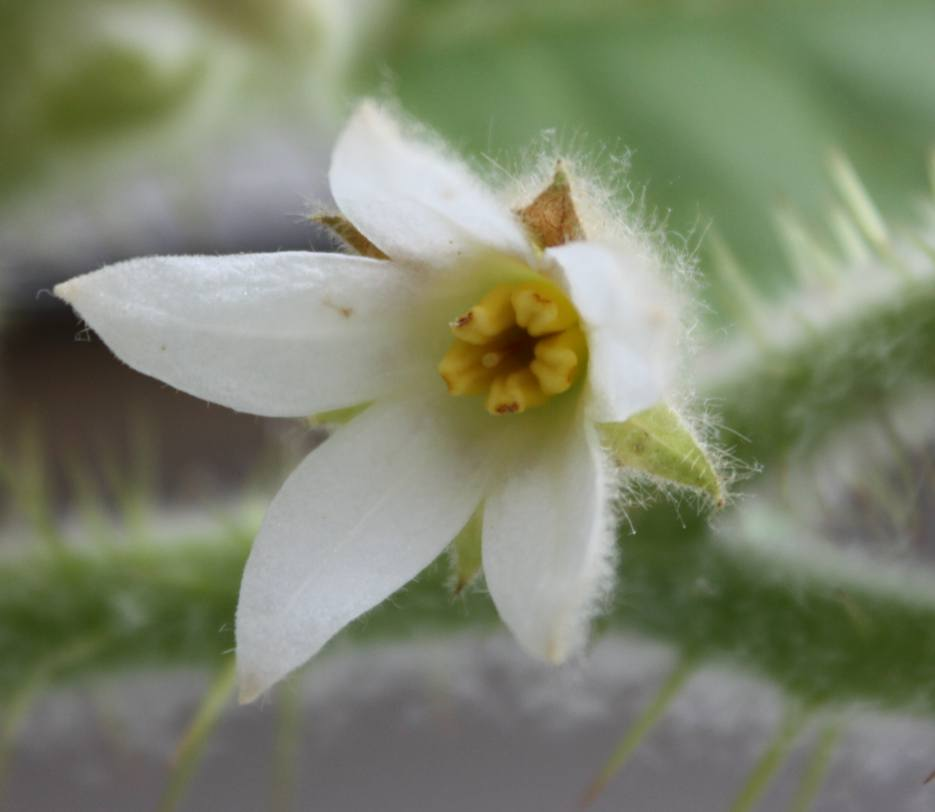
květ
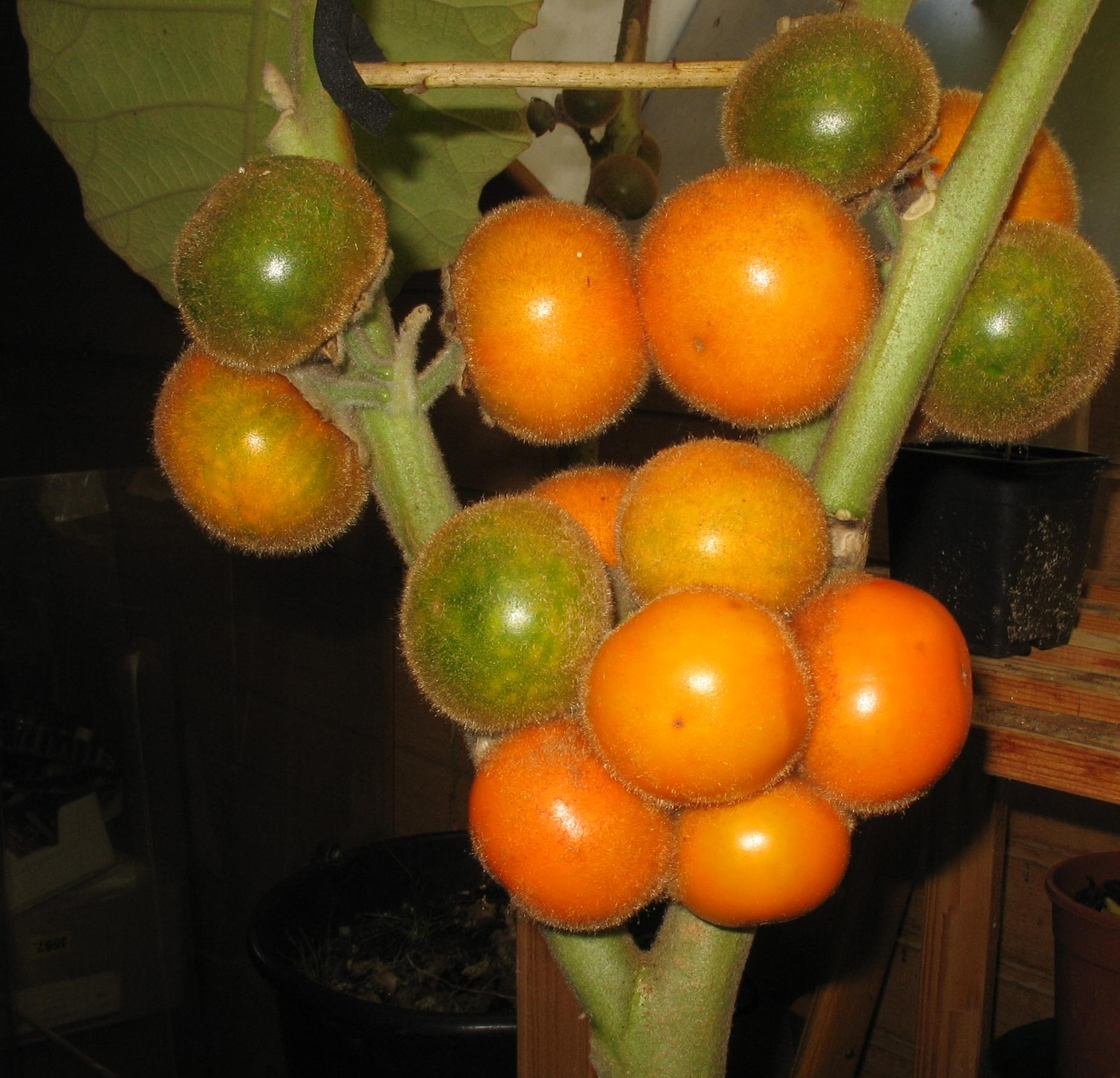
plody
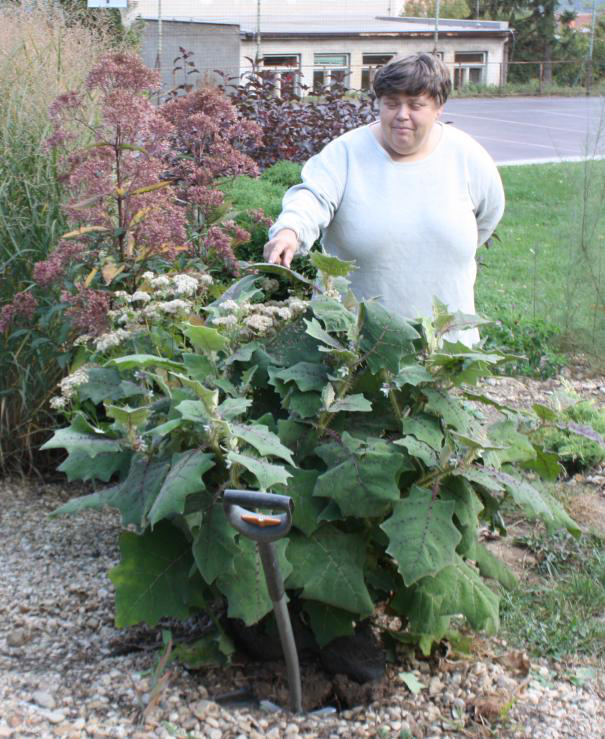
Habitus rostliny